# 洪梅香
洪梅香（1951年—），回族，中华人民共和国政治人物、第十一届全国政协委员。
加入中国共产党，担任宁夏回族自治区银川市政协主席。2008年，当选第十一届全国政协委员，代表少数民族界，分入第四十九组。